# Grace Anigbata
Grace Chinonyelum Anigbata (* 16. September 1998) ist eine nigerianische Hoch- und Dreispringerin.

## Sportliche Laufbahn
Erste internationale Erfahrungen sammelte Grace Anigbata bei den Juniorenafrikameisterschaften 2015 in Addis Abeba, bei denen sie mit 1,60 m den achten Platz im Hochsprung belegte. 2018 siegte sie überraschend mit 14,02 m bei den Afrikameisterschaften in Asaba im Dreisprung. Im Jahr darauf gewann sie bei den Afrikaspielen in Rabat mit 13,75 m die Goldmedaille im Dreisprung und erreichte im Weitsprung mit 5,77 m Rang 13.
2016 wurde Anigbata Nigerianische Meisterin im Hochsprung.

## Persönliche Bestleistungen
- Hochsprung: 1,78 m, 6. Juni 2016 in Akure
- Weitsprung: 5,94 m (+1,1 m/s), 11. Dezember 2018 in Abuja
- Dreisprung: 14,02 m, 5. August 2018 in Asaba